# هيرتا تيله
هيرتا تيله (بالألمانية: Hertha Thiele)‏ هي ممثلة ألمانية، ولدت في 8 مايو 1908 في لايبزيغ في ألمانيا، وتوفيت في 5 أغسطس 1984 في برلين في ألمانيا. من الجوائز التي نالتها الجائزة الوطنية لجمهورية ألمانيا الديمقراطية.

## جوائز
- الجائزة الوطنية لجمهورية ألمانيا الديمقراطية

## وصلات خارجية
- هيرتا تيله على موقع IMDb (الإنجليزية)
- هيرتا تيله على موقع ألو سيني (الفرنسية)
- هيرتا تيله على موقع أول موفي (الإنجليزية)
- هيرتا تيله على موقع قاعدة بيانات الأفلام السويدية (السويدية)
- هيرتا تيله على موقع قاعدة بيانات الفيلم (الإنجليزية)
- هيرتا تيله على موقع كينوبويسك (الروسية)